# Guillaume-Joseph De Boey
Guillaume-Joseph De Boey, décédé en 1850, était un marchand, financier et mécène d'Anvers possédant une fortune considérable pour l'époque, de deux à huit millions de francs selon les sources,, principalement constituée d'actions de sociétés, à la suite de judicieux placements. Il est décédé sans descendance dans les premiers mois de 1850, après avoir contribué par ses dons au développement de missions jésuites dans l'Ouest des États-Unis, destinées à évangéliser les populations amérindiennes, à la demande de ces dernières. Son nom a été donné à un grand lac dans l'Idaho.

## Biographie

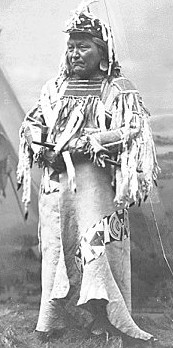
Photographie du chef Homli (1822-1891) des Walla Walla, qui vivaient dans la partie du territoire de l'Oregon où le nom de Guillaume-Joseph De Boey a été donné à un lac, rebaptisé ensuite le « lac des Prêtres ».

Guillaume-Joseph De Boey était le fils de Guillaume De Boey et Isabelle-Marie Verdonck et l'ami proche du père jésuite Pierre-Jean De Smet, explorateur et missionnaire. Il est aussi un ami de Pierre de Nef (1774-1854), député de l'arrondissement de Turnhout de 1831 à 1844, propriétaire d'une fabrique de toiles et d'un important commerce de vins, qui a fondé, rue d'Hérentals à Turnhout, une école d'humanités dans laquelle ont été formés de nombreux missionnaires jésuites. En 1830, l'établissement comptait 180 élèves. Il est dirigé ensuite par la Compagnie de Jésus, dont les supérieurs confiaient à Pierre de Nef "le choix des sujets à envoyer en Amérique". Pierre de Nef travaille avec Pierre-Jean De Smet à organiser en Belgique une association en faveur des "missions indiennes".
Tous deux proches amis de Pierre-Jean De Smet, De Nef et de Boey font partie du groupe de quatre marchands d'Anvers qui ont imaginé un moyen de soutenir aussi financièrement les missions jésuites en Amérique, à commencer par celle située, à une vingtaine de miles au nord de Saint-Louis (Missouri), fondée par Charles Van Quickenborne, l'un des pionniers de l'évangélisation de l'Ouest américain, à partir de laquelle des expéditions sont lancées vers ce qui n'est encore que le Territoire de l'Oregon, et toujours, en théorie, les terres de la Compagnie de la Baie d'Hudson anglaise, même si elle n'y met pas les pieds.
Théodore de Theux, le successeur depuis 1830 de Charles Van Quickenborne à la tête de la mission du Missouri, a des liens familiaux dans la communauté financière belge. Il reçut dès le 23 août 1832 une lettre de Pierre de Nef expliquant qu'il a fait "une sorte d'association avec mes honorables amis MM. Guillaume-Joseph De Boey, Henri Le Paige et Joseph Proost d'Anvers. Elle consiste en ceci : nous achetons des actions sur divers pays, avec l'intention que la perte entière, s'il y en a, soit à notre compte, et qu'une bonne partie du bénéfice, s'il y en a, soit destiné à nos chères missions d'Amérique". En quatre ans, de 1832 à 1835, indépendamment des frais de voyage des missionnaires qu'il supportait seul, Pierre de Nef a envoyé au Missouri et au Maryland la somme de 156 000 francs. 
Les financiers anversois ne sont pas les seuls à croire à ces missions, les dirigeants jésuites à Rome aussi. Le 3 décembre 1833, jour anniversaire de la mort de saint François Xavier, le néerlandais Jean-Philippe Roothaan, Supérieur général de la Compagnie de Jésus, lance un appel à relancer les missions jésuites lointaines. Ces dernières se voient en particulier fixer pour mission d'évangéliser les Amérindiens à l'ouest du Mississippi. Aux États-Unis, l'Indian Removal Act de 1830 a entraîné une migration des tribus vers l'ouest et suscité de l'inquiétude au sein des tribus amérindiennes.
Le 23 septembre 1835, sept missionnaires embarquent pour l'Amérique à destination de la mission de Théodore de Theux qui lui a succédé comme père supérieur. Le voyage est financé par Guillaume-Joseph De Boey,, avec dans l'équipe deux de ses héritiers, Henri et Guillaume Crabeels.
Pierre-Jean De Smet revient en Europe, afin de poursuivre son travail de liaison et de collecte de fonds, après que le père Théodore de Theux ait quitté la tête de la mission en 1836. Son successeur évoque cinq ans plus tard "la réussite de l'affaire que j'ai confiée au bon Pierre-Jean De Smet" dans une lettre du 10 juillet 1837, peu avant que ce dernier ne s'embarque à nouveau pour l'Amérique, en septembre 1837. Au cours du même mois de septembre, Guillaume-Joseph De Boey écrit à son ami Pierre-Jean De Smet pour lui exprimer son souhait de soutenir la mission et la Compagnie de jésus. Il demande dans sa lettre s'il doit verser sa contribution sous forme de billet à ordre ou de monnaies métalliques, et dans ce dernier cas, s'il doit ou non le faire en francs français. Le navire qui part pour l'Amérique emmène sept caisses de dons de Guillaume-Joseph De Boey, toute une série d'objets qui vont aider au développement et faciliter la vie aux missionnaires. Dans un testament de 1838, le millionnaire évoque une mission et un couvent sur le cours du fleuve Missouri. En 1838 aussi, une délégation d'Amérindiens de l'ouest vient demander la présence des « Soutanes noires » parmi eux, c'est la quatrième à le faire depuis 1831. Le père De Smet répond à l’appel.
En 1842, Guillaume-Joseph De Boey effectue un prêt de 100 000 francs à Pierre-Jean De Smet qui ne sera pas remboursé avant son décès en 1850, l'explorateur étant reparti pour des années de voyage dans le grand Ouest, où il fonde des établissements dans l'Idaho, le Wyoming et le Montana. Pierre-Jean De Smet a donné le nom de "Lac De Boey" à un site missionnaire dans l'Idaho proche de la Walla Walla (rivière), connu aujourd'hui sous le nom de "Lac des Prêtres", avant de le rebaptiser "Lac Roothaan", du nom de Jean-Philippe Roothaan, supérieur des Jésuites à Rome. Appelé "lac des robes noires" par les indiens, à la suite du passage des missionnaires belges au début des années 1840, le site prend le nom d'une tribu indienne, donné par le capitaine américain John Mullan en 1865, puis retrouve son appellation indienne. Dans ses récits de voyage, raconte que le lac était couvert de cygnes, d'oies et de canards, lorsqu'il l'a découvert, avec ses compagnons de voyage.
Le mécène est aussi à l'origine de la fondation de l'Université Marquette, un peu plus tard. John Martin Henni, nouvel évêque de Milwaukee, recherche des financements pour la création d'une école et d'une mission jésuite dans ce qui deviendra l'État du Wisconsin et entreprend pour cela un voyage en Europe en 1848-1849,. Sur le chemin du retour il est orienté vers Guillaume-Joseph De Boey, qui lui promet 16 000 dollars. Fort de cet engagement, John Martin Henni s'adresse aux jésuites américains pour obtenir aussi des moyens humains et les reçoit en août 1849. En 1850, au décès de Guillaume-Joseph De Boey, il reçoit les 16 000 dollars. L'Université Marquette est en 2015 la plus grande université privée du Wisconsin, avec 11 600 étudiants.
Malgré le testament de 1838, la succession de Guillaume-Joseph De Boey prend une tournure conflictuelle près de trois décennies plus tard, en raison de l'épuisement d'un de ses héritiers, qui a subi plusieurs condamnations de justice et s'estime persécuté par les jésuites lorsque ceux-ci l'accusent d'avoir menacé de mort l'un des leurs. C'est L'affaire De Buck, plaidée en 1864 devant la cour d'assises du Brabant, au cours de laquelle le lac de l'Idaho est brièvement évoqué. Elle permet à un jeune avocat Paul Janson, encore stagiaire de deuxième année, de se faire une renommée et d'effectuer plus tard une carrière politique. Son père a été témoin d'une indiscrétion sur la générosité du mécène envers les jésuites, qui le met sur la piste.